# Sigillum Dei
Das Sigillum Dei (‚Siegel Gottes‘, auch signum dei vivi ‚Zeichen des lebendigen Gottes‘, und seit John Dee Sigillum Dei Æmeth genannt) ist ein seit dem Spätmittelalter in magischer Literatur bezeugtes Diagramm, das sich aus zwei Kreisen, einem Pentagramm und drei Heptagonen zusammensetzt und mit Namen Gottes und seiner Engel beschriftet ist. Es handelt sich um ein Amulett (amuletum) mit magischer und theurgischer Funktion, mit dessen Hilfe der in die ars magica eingeweihte Meister (magister) nach der Erläuterung einer der ältesten Quellen (Liber iuratus) Macht über alle Geschöpfe, mit Ausnahme der Erzengel, gewinnen und schon zu Lebzeiten die sonst nur den Seligen und Engeln vorbehaltene Schau Gottes (visio beatifica) erlangen können soll.

## Abbildungen

Liber iuratus, MS Sloane 313, 14./15. Jh.
Liber iuratus, MS Sloane Ms. 3853, 16. Jh.
Clavicula di Salomone, MS Michael 276, nicht datiert
Clavicula Salomonis, MS Aubrey 24, 1674
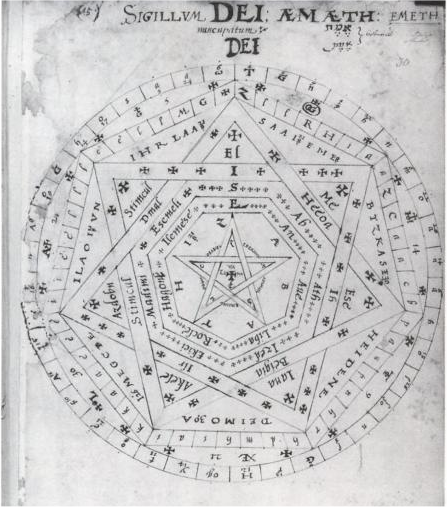
John Dee, MS Sloane 3188, 1582
Athanasius Kircher, 1653

## Mittelalter

### Liber iuratus
Der wahrscheinlich älteste bekannte Text mit Beschreibung und Abbildung des Sigillum Dei ist der in Handschriften aus der Zeit seit dem 14. Jh. überlieferte Liber iuratus (auch Liber sacratus, Liber sacer sive iuratus, engl. Sworne Booke), der von der im Prolog fingierten Entstehungsgeschichte einem Honorius, Magister von Theben und Sohn Euklids, zugeschrieben wird, und der möglicherweise schon in der ersten Hälfte des 13. Jahrhunderts, wahrscheinlicher aber nicht vor der Zeit von Papst Johannes XXII. (1316–1334) entstand.
Die Beschreibung des Siegels im Liber iuratus setzt zunächst die Maße des umgebenden Kreisbandes in Beziehung zu gängigen Symbolzahlen der christlichen Tradition: 
„Zuerst mache einen Kreis, dessen Durchmesser drei Finger betragen soll, wegen der drei Kreuznägel des Herrn, oder fünf Finger wegen der fünf Wunden Christi, oder sieben wegen der sieben Sakramente, oder neun wegen der neun Ordnungen der Engel; üblicherweise pflegt er jedoch fünf Finger zu betragen. Dann mache innerhalb dieses Kreises einen zweiten, der von dem ersten zwei Korn entfernt sei wegen der zwei Gesetzestafeln Mosis, oder drei Korn wegen der Personen der Trinität.“
Dem so erstellten Kreisband sind dann im Scheitelpunkt ein kleines Kreuz und von diesem ausgehend von links nach rechts 72 lateinische Buchstaben einzuschreiben, die in der Überlieferung variieren (MS Sloane 3853): h, t, o, e, x, o, r, a, b, a, s, l a, y, q, c, i, y, s, t, a, l, g, a, a, o, n, o, s, v, l, a, r, y, c, e, k, s, p, f, y, o, m, e, n, e, a, u, a, r,
e, l, a, t, e, d, a, t, o, n, o, n, a, o, y, l, e, p, o, t, m, a) und in der Summe das Schem hamephorasch, den unaussprechlichen Namen Gottes („magnum nomen Domini Semenphoras 72 licterarum“) ergeben sollen: eine deutliche Anknüpfung an eine jüdische Tradition, die seit dem 13./14. Jahrhundert auch in anderen lateinischen Texten greifbar wird.
Dem Kreisband wird als Nächstes ein Pentagramm eingeschrieben, in dessen Mittelpunkt ein griechisches Tau eingetragen ist, dieses umgeben von den fünf Buchstaben der Gottesnamen „El“ und „Ely“, sowie von fünf weiteren Buchstabenpaare (lx, al, la, lc, um), die in die Dreiecksegmente des Pentagramms einzutragen sind. 
Um das Pentagon wiederum ist ein erstes Heptagon in der Weise zu zeichnen, dass seine oberste Seite in ihrem Mittelpunkt die Spitze des Pentagramms berührt, und die Seiten dieses Heptagons sind mit den Namen von sieben Engeln bzw. Erzengeln zu beschriften (Cafziel, Satquiel, Amael, Raphael, Anael, Michael, Gabriel).
Um dieses erste Heptagon sind ein zweites und ein drittes zu zeichnen, deren Beschreibung nur schwer verständlich ist und in den handschriftlichen Abbildungen unterschiedlich ausgelegt wurde, aber im Ergebnis jedenfalls weitere Segmente ergibt, die in sieben Eckpunkten mit Kreuzen zu versehen und mit zwei weiteren Reihen von Gottesnamen zu beschriften sind: einer ersten Reihe von sieben Gottesnamen, die jeweils in drei Silben oder Bestandteile zerlegt und mit diesen räumlich auf die Anfangs- und Endsilben der vorigen Engelnamen sowie auf Schnitt- oder Eckpunkte der Figur zu beziehen sind, nämlich la-ya-ly (zu Cafziel), na-ra-th (zu Satquiel), ly-bar-re (zu Raphael), ly-ba-res (zu Michael), (e)t-ly-alg (zu Samael), ve-h-am (zu Anael), und y-al-gal (zu Gabriel); ferner in Teilsegmente und Zwischenräume sieben weitere Vos, Duynas, Gyram, Gram, Aysaram, Alpha und Omega, eine dritte Reihe El, On, El, On, El, On, Omega, als Hinzufügungen zu den eingetragenen Kreuzen die vier Buchstaben a, g, a, l und zuletzt noch einmal eine Reihe von fünf Gottesnamen Ely, Eloy, Christus, Sother und Adonay.
Zur Färbung des Siegels gibt der Liber iuratus an, dass üblicherweise das Pentagramm rot mit gelben Flächen, das erste Heptagon blau, das zweite gelb, das dritte purpurn und die Kreise schwarz, ferner die Fläche zwischen den Kreisen gelb und alle übrigen Flächen grün zu färben seien, dies bei magischen Operationen aber auch anders gehandhabt werde, wenn stattdessen mit Blut von Maulwurf, Taube, Wiedehopf, Fledermaus oder anderer Tiere auf jungfräuliches Pergament von Rind, Pferd oder Hirsch gezeichnet werde.

### Clavicula Salomonis
In der Form durch die Verwendung eines Hexa- statt Pentagramms abweichende Zeugen des Sigillum Dei sind bekannt aus der Überlieferung der Clavicula Salomonis, nämlich aus einer italienischen Bearbeitung in der Sammlung von Heimann Joseph Michael in der Bodleian Library (Ms. Michael 276), und einer von John Aubrey 1674 gefertigten Abschrift der Clavicula, ebenfalls in der Bodleian Library (MS. Aubrey 24).

## Frühe Neuzeit

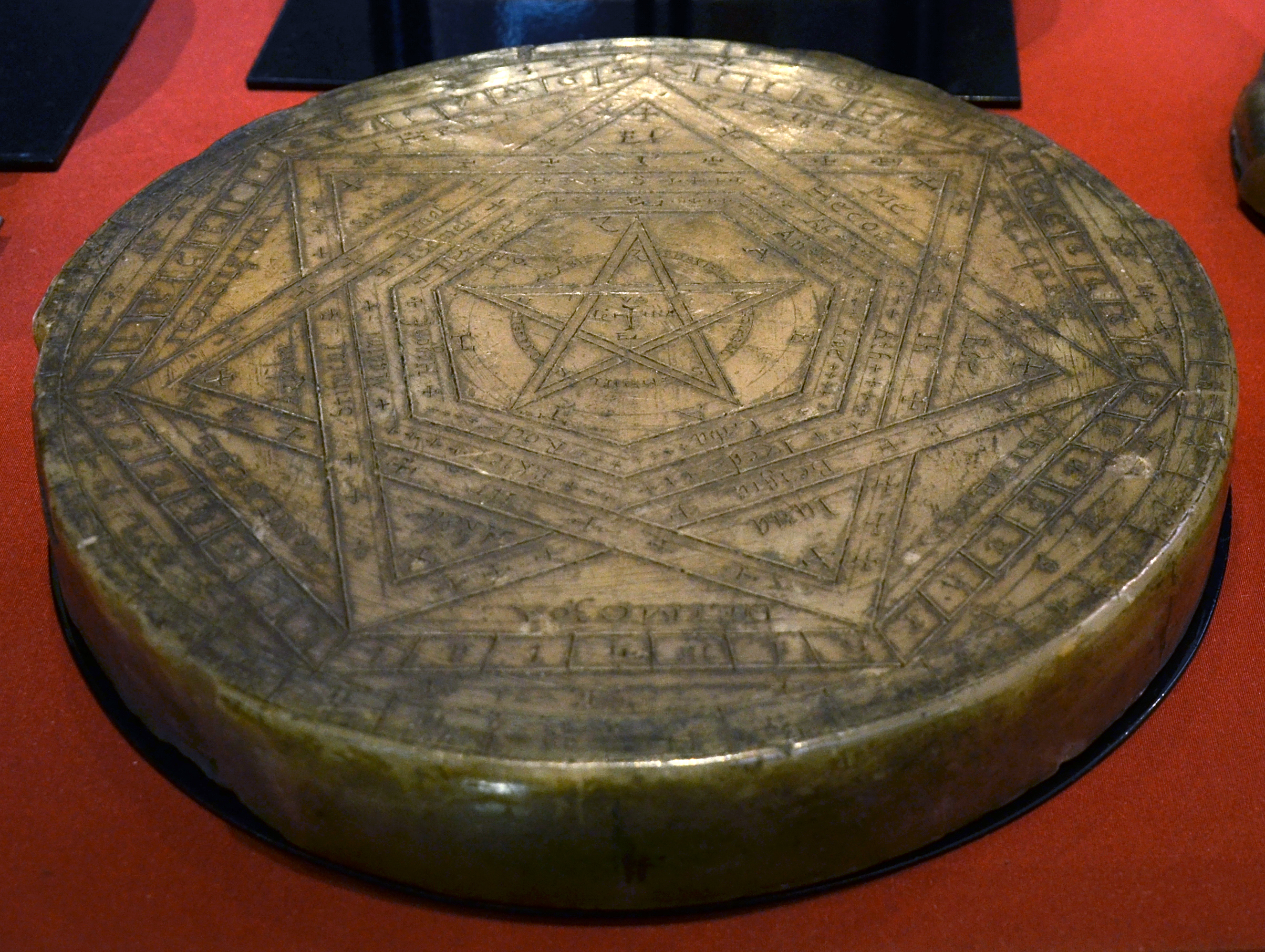
Großes „Siegel Gottes“ (Sigillum Dei)

Eine der beiden ältesten erhaltenen Handschriften des Liber iuratus, die vom Ende des 14. oder Beginn des 15. Jahrhunderts stammende Handschrift Nr. 313 aus der Sammlung von Hans Sloane im British Museum, war zeitweise im Besitz des Mathematikers und magischen Experimentators John Dee, in dessen Mysteriorum libri quinti, or, Five books of mystical exercises (1581–1583) das Sigillum Dei dann eine zentrale Rolle spielte und um den Namenszusatz Sigillum Dei: Emeth bzw. Æmeth ("Wahrheit"), einen der 72 Gottesnamen aus kabbalistischer Tradition, erweitert wurde. 
Bei John Dee, der die maßgebende Beschreibung des Siegels 1582 von seinem Medium und Mitarbeiter Edward Kelley empfing und schriftliche Quellen lediglich zu deren besseren Verständnis heranzog, blieb dieses gelehrte und antiquarische Interesse letztlich dem Zweck der praktischen Anwendung untergeordnet. Bei Athanasius Kircher hingegen, der dem Sigillum Dei in seinem Oedipus aegyptiacus eine ausführliche Deutung widmete, verband sich die Ablehnung der magischen Praxis mit dem gelehrten Bestreben, die christlichen, jüdischen, arabisch-muslimischen und paganen Anteile zu erkennen und voneinander zu trennen. Etwa die den Dreiecksegmenten des Pentagramms eingeschriebenen Buchstaben, im Liber iuratus lx, al, la, lc, um, bei Kircher hingegen yl, al, le, al, um, sind laut Kircher als arabisch la, alla, ella, alla „non est Deus nisi Deus“, (Schahāda: lā ilāh[a] illā ʿllāh[u]) mit einer abschließenden Formel um für Mahumet rassul alla, zu deuten, sodass der Dämon dem verführten Magier als vermeintlich christliche Verehrungsformel einen Lobpreis Allahs und Mohammeds untergeschoben habe.